# Julie St. Claire
Julie St. Caire (Geneva (New York), 10 juni 1970), geboren als Juliette Marie Capone, is een Amerikaanse actrice, filmproducente en filmregisseuse.
St. Claire is ook actief onder de naam Julie Marie Capone.

## Biografie
St. Claire is geboren in New York en verhuisde met haar familie in 1979 naar Californië. In 1982 haalde zij haar diploma op een high school, en kreeg een beurs aangeboden voor een studie op de American Academy of Dramatic Arts in New York die zij ook aannam. 
St. Claire begon in 1986 met acteren in de film Sid & Nancy. Hierna heeft zij nog meerdere rollen gespeeld in films en televisieseries zoals She Cried No (1996) en Lincoln Heights (2007-2009).
St. Claire is ook actief als filmproducente en filmregisseuse en heeft in 1998 de film The Legend of Cryin' Ryan gemaakt.
St. Claire is in 1995 getrouwd en heeft een zoon, zij woont nu met haar familie in Los Angeles. Haar vrije tijd besteedt zij met haar familie, reizen met vrienden, snowboarden en surfen.

## Prijzen[4]
- 1998 RiverRun International Film Festival in de categorie Beste Regie van een Televisiefilm met de film The Legend of Cryin' Ryan – gewonnen.
- 1987 Young Artist Awards in de categorie Beste Optreden door een Jonge Actrice in een Televisieserie met de televisieserie The Judge – genomineerd.

## Filmografie[5]

### Films
- 2009 The Ritual – als Jade Lovecraft
- 2008 Dark World – als Zoey
- 2005 The Wheels on the Bus Video: Mango Helps the Moon Mouse – als bewaakster in dierentuin
- 2003 The Wheels on the Bus Video: Mango and Papaya's Animal Adventures – als bewaakster in dierentuin
- 2003 Stealing Candy – als Barbara Gearson
- 2001 Crash Point Zero – als Nadia Hunter
- 1999 Lima: Breaking the Silence – als Elena
- 1996 She Cried No – als Lauren
- 1995 Ballistic – als Sacca
- 1992 Prey of the Chameleon – als Barkeepster
- 1986 Sid & Nancy – als prostituee

### Televisieseries
Uitgezonderd eenmalige gastrollen.
- 2007 – 2009 Lincoln Heights – als Maria Antoni – 8 afl.
- 1995 A.J.'s Time Travelers – als Maria – 33 afl.
- 1990 Adam 12 – als Nicki Layton – 2 afl.

### Computerspellen
- 1993 Return to Zork – als heilige vrouw

- Library of Congress Control Number: no2006119250
- Virtual International Authority File: 58845679
- WorldCat: E39PBJqKcvfX4rf76FPk9R69Xd